# Ола (Магаданська область)
О́ла (рос. Ола) — селище міського типу, адміністративний центр і найбільший населений пункт Ольського району Магаданської області. Розташоване у гирлі річки Оли, на узбережжі Тауйської губи Охотського моря за 27 км на схід від міста Магадану. Населення — 6 302 особи (2010).

## Історія
Населений пункт заснований 1645 року загонами козаків. Перша письмова згадка відноситься до 1716 року. Поселення існувало як адміністративний і торговий пункт. У ХІХ столітті розвивалося у зв'язку з відкриттям Ольсько-Колимського тракту. Через Олу вирушали на Колиму старателі, які почули про золото.
4 січня 1926 року Ола стала центром нового району. Головою районного виконавчого комітету став комуніст М. Д. Петров. Статус селища міського типу — з 1957 року.

## Економіка
У селищі працюють підприємства з переробки сільськогосподарської продукції, радгосп-технікум «Магаданський», дослідно-виробниче господарство Магаданського зонального науково-дослідного інституту Північного сходу, рибзавод, риборозплідний завод.